# Das Traumschiff (Film)
Das Traumschiff ist ein deutscher Kinderfilm der DEFA von Herbert Ballmann aus dem Jahr 1956.

## Handlung
Die Halbwaisen Reni (13) und Rolf Gast (10) leben bei ihrer Großmutter in Berlin, während die Mutter als Biologin an der Ostsee tätig ist. Der Vater ist im Zweiten Weltkrieg gefallen. Als die Mutter Michaela ihren Kindern in einem Brief mitteilt, wieder heiraten zu wollen, sind sich die sonst oft streitenden Geschwister einig: Sie wollen keinen neuen Vater, auch wenn Michaelas Verlobter Franz als Kapitän arbeitet. Auch die Großmutter, die mit der Erziehung beider Kinder oft überfordert ist, steht einer neuen Verbindung ihrer Tochter kritisch gegenüber.
Zu dritt reisen sie dennoch an die Ostsee. Vor allem Rolf zeigt sich enttäuscht, entpuppt sich der vorgestellte Ozeandampfer des Kapitäns doch als kleiner Schlepper. Die geplante Familienzusammenführung droht zu scheitern. Erst eine Probefahrt auf dem Schlepper bricht das Eis, zumal alle in ein Gewitter geraten und Kapitän Franz sogar ein in Not geratenes Schiff retten kann. Die Hochzeit zwischen Franz und Michaela wird beschlossen. Und auch Rolf freut sich: Franz wird zum Kapitän eines großen Schiffs befördert.

## Produktion
Das Traumschiff erlebte seine Premiere am 27. April 1956 gleichzeitig im Berliner Babylon und im DEFA-Filmtheater Kastanienallee. Nach Das geheimnisvolle Wrack (1954) und Der Teufel vom Mühlenberg (1955) war es die dritte Zusammenarbeit von Herbert Ballmann und Kurt Bortfeldt.
Wurde der Film bei der Premiere noch positiv aufgenommen, kritisierte die Hauptverwaltung Film des Ministeriums für Kultur Das Traumschiff für seine Spießigkeit und belegte ihn mit dem Prädikat „kleinbürgerlich“. Auf der Filmkonferenz 1958 wurde dem Traumschiff „nur sehr begrenzte[r] sozialistische[r] Erziehungswert“ zugesprochen.

## Kritik
Die zeitgenössische Kritik lobte Das Traumschiff als „Durchbruch zum echten Kinderfilm“ und „als Verheißung“ und meinte, „die Verbindung von Spannung, Humor und pädagogischer Absicht ist glücklich gelungen“.
Für andere Kritiker war Das Traumschiff „ein guter Film, dessen Geheimnis vielleicht nur darin liegt, daß man einen winzigen Ausschnitt des Lebens und nicht gleich den ganzen Fortschritt bieten wollte.“
Ingelore König, Dieter Wiedemann und Lothar Wolf kritisierten rückblickend, dass die Konflikte der Erwachsenen im Film teilweise größere Bedeutung zu haben scheinen als die der Kinder. Das Bild der emanzipierten, arbeitenden Mutter und gleichzeitig „hilfsbedürftigen Hausfrau mit Zusatzqualifikation Biologin, die eigentlich ständig überfordert und anlehnungsbedürftig ist“, lehre einen heute das Fürchten.
Der film-dienst nannte Das Traumschiff einen „mit leichter Hand sympathisch entwickelte[n] Unterhaltungsfilm“.